# Kubanska raketna kriza
Kubanska kriza (tudi Karibska kriza; rusko Карибский кризис) je bil politični spor med Sovjetsko zvezo in ZDA leta 1962.   
Kriza se je začela, ko je ameriško vodstvo izvedelo, da na Kubi skrivaj nameščajo sovjetske rakete z jedrskimi konicami, ki bi lahko dosegle Združene države Amerike. Predsednik John Kennedy je poslal okrepitve v ameriško pomorsko oporišče Guantanamo in 22. oktobra 1962 od sovjetskega partijskega voditelja Nikite Hruščova in kubanskega predsednika Fidela Castra zahteval, da naj prenehajo z nameščanjem raket ter odstranijo raketna oporišča. Sovjeti so sestrelili ameriško vojaško letalo, ki je preletavalo kubansko ozemlje in njihova oporišča.
Predsednik Kennedy je Sovjetom zagrozil, da bo napadel njihovo ladjevje, ki se je bližalo Kubi s sestavnimi deli za jedrsko raketno oporišče, če se to ne bo obrnilo. To bi verjetno sprožilo sovjetski odgovor in verjetno celo tretjo svetovno vojno. Na ukaz Hruščova so se pri t. i. »orehovi črti« obrnile sovjetske trgovske ladje. Sovjetska zveza je privolila v zahteve ZDA in izpraznila raketna oporišča, v zameno pa naj ZDA ne bi napadle Kube. Del tega sporazuma pa je bil tudi umik ameriškega jedrskega orožja iz Turčije, ki je bil širši javnosti dlje časa nepoznan. Odtlej je med Moskvo in Washingtonom vzpostavljena direktna telefonska zveza z rdečim telefonom.
Med kubansko krizo je bil svet do sedaj najbližje jedrski vojni.